# 中部地方環境事務所
中部地方環境事務所（ちゅうぶちほうかんきょうじむしょ）は、愛知県名古屋市中区三の丸にある環境省の地方環境事務所。中部地方の7県と新潟県の一部、群馬県の一部を管轄している。

## 管轄区域
- 愛知県、岐阜県、福井県、石川県、富山県
- 三重県（ただし吉野熊野国立公園および国指定大台山系鳥獣保護区の区域は近畿地方環境事務所が管轄[1]）
- 長野県（ただし秩父多摩甲斐国立公園および南アルプス国立公園の区域は関東地方環境事務所が管轄[1]）
- 新潟県に係る上信越高原国立公園、妙高戸隠連山国立公園および中部山岳国立公園の区域[1]
- 群馬県に係る上信越高原国立公園および国指定浅間鳥獣保護区の区域[1]

## 組織
- 中部地方環境事務所
  - 総務課
  - 資源循環課
  - 環境対策課
  - 国立公園課
  - 野生生物課
  - 自然環境整備課

## 管内事務所
- 中部地方環境事務所 直轄
  - 志摩自然保護官事務所（三重県志摩市）
  - 白山自然保護官事務所（石川県白山市）
  - 名古屋自然保護官事務所（名古屋市港区）
- 信越自然環境事務所（長野県長野市、長野第1合同庁舎）
  - 志賀高原自然保護官事務所（長野県下高井郡山ノ内町）
  - 妙高高原自然保護官事務所（新潟県妙高市）
  - 戸隠自然保護官事務所（長野県長野市）
  - 万座自然保護官事務所（群馬県吾妻郡嬬恋村）
  - 谷川自然保護官事務所（群馬県利根郡みなかみ町）
  - 中部山岳国立公園管理事務所（長野県松本市）
    - 立山管理官事務所（富山県中新川郡立山町）
    - 平湯管理官事務所（岐阜県高山市）
    - 上高地管理官事務所（長野県松本市、冬季の連絡先は中部山岳国立公園管理事務所）

※信越自然環境事務所には、総務課、国立公園課、野生生物課、自然環境整備課があり、上信越高原国立公園、中部山岳国立公園、妙高戸隠連山国立公園の3つの国立公園と、長野県・富山県両県域の野生生物保護行政を管轄。（各種申請も別々なので注意が必要）

## 管内の国立公園
- 上信越高原国立公園
- 中部山岳国立公園
- 白山国立公園
- 伊勢志摩国立公園
- 妙高戸隠連山国立公園